# Поплавенец (посёлок станции)
Поплавенец — посёлок станции в Бологовском округе Тверской области России. 

## География
Находится в северной части Тверской области, в зоне хвойно-широколиственных лесов, в пределах восточного склона Валдайской возвышенности.

### Климат
Климат характеризуется как умеренно континентальный, влажный, с холодной продолжительной зимой и умеренно тёплым летом. Среднегодовая температура воздуха — 4,8 °C. Средняя температура воздуха самого холодного месяца (января) — −7,8 °C (абсолютный минимум — −48 °C), средняя температура самого тёплого (июля) — 15,6 °С (абсолютный максимум — 36 °С). Годовое количество атмосферных осадков составляет в среднем 762 мм, из которых большая часть выпадает в тёплый период. Снежный покров держится в течение 140 дней.

## История
До 2005 года входил в Березайский сельский округ. После его упразднения, с 2005 по 2023 годы, входил в состав Березайского сельского поселения Бологовского муниципального района. После их упразднения Законом Тверской области от 26 мая 2023 года № 24-ЗО в составе Бологовского муниципального округа.

## Население
| 2010 |
| ---- |
| 1    |

### Национальный состав
Согласно результатам переписи 2002 года, в национальной структуре населения русские составляли 100 % из 12 чел.

## Инфраструктура
Основа экономики — обслуживание путевого хозяйства Октябрьской железной дороги. 

## Транспорт
Остановочный пункт (платформа) Поплавенец.